# Агонічна лінія
Агоні́чна лі́нія (від дав.-гр. ᾰ̓- — «не-, без-» і γωνία — «кут»; рос. агоническая линия, англ. agonic line, zero line, нім. agonische Linie) — лінія на поверхні Землі, на якій магнітне схилення (тобто відхилення магнітного меридіана від географічного) дорівнює нулю.